# Kirvessaari (ö i Södra Savolax, S:t Michel, lat 61,54, long 27,87)
Kirvessaari är en ö i Finland. Den ligger i sjön Saimen och i kommunen Puumala i den ekonomiska regionen  S:t Michel och landskapet Södra Savolax, i den södra delen av landet, 220 km nordost om huvudstaden Helsingfors. Öns area är 9,7 hektar och dess största längd är 0,7 kilometer i sydöst-nordvästlig riktning.